# NEXYZ.
株式会社NEXYZ.（ネクシーズ、英: Nexyz. Corporation）は、株式会社NEXYZ.Groupの子会社。LED照明や空調設備、冷蔵機器など、一括では購入しにくい厨房機器やリプレイスが難しい照明・空調などの業務用設備を、初期投資オールゼロでレンタルできるサービス「ネクシィーズ・ゼロシリーズ」と、電力小売自由化でスタートした新電力サービスの「ネクシィーズ電力」を事業展開している。

## 沿革
- 2001年7月に情報通信機器のレンタルサービス運営のため、ネクシィーズの子会社株式会社エヌ・エフビーとして設立。
- 2002年9月に株式会社エス・ビー・ネクシィーズに商号変更
- 2003年6月に株式会社エス・ビー・ネクシィーズの子会社、株式会社エフ・シー・ネクシィーズ設立
- 2005年8月に個人向けインターネットサービスプロバイダー「Nexyz.BB」によるISP事業参入のため、株式会社Nexyz.BBに商号変更
- 2012年4月にブロードバンド事業の強化を図るため、株式会社ネクシィーズ・コミュニケーションズを吸収合併
- 2012年11月にLED照明の販売業務を開始
- 2016年4月にネクシィーズが持ち株事業会社となり、株式会社ネクシィーズグループに商号変更。
- 2016年4月にLED照明を含む省エネルギー商品の販売・設備導入サービス業務の強化を図るため、株式会社ネクシィーズ・マーケティングを吸収合併し、商号を株式会社ネクシィーズに変更
- 2024年1月商号を株式会社NEXYZ.へ変更[3]

## 関連会社
- 株式会社NEXYZ.Group（事業持株会社）
- 株式会社NEXYZ.ファシリティーズ（業務用省エネ設備機器のリース事業・小売電気事業）
- 株式会社ボディアーキ・ジャパン（セルフエステスタジオの運営、DNA検査に基づく健康コンサルティング）
- 株式会社ブランジスタメディア（「旅色」などの電子雑誌の企画・編集・制作、販売促進支援サービス）
- 株式会社ネクシィーズ・トレード（SBI証券とのジョイントベンチャーによる金融商品仲介業）